# Chimboy
Chimboy (anche Chimbay o Shimbay; in caracalpaco: Шымбай; in russo: Чимбaй) è una città dell'Uzbekistan, capoluogo dell'omonimo distretto. Ha ottenuto lo status di città nel 1926.

## Geografia
Chimboy è situtata sulla riva destra del corso inferiore dell'Amu Darya.

## Clima
| Clima Annuale                  | Mesi         | Mesi         | Mesi         | Mesi         | Mesi        | Mesi        | Mesi        | Mesi        | Mesi        | Mesi         | Mesi         | Mesi         | Stagioni | Stagioni | Stagioni | Stagioni | Anno  |
| Clima Annuale                  | Gen          | Feb          | Mar          | Apr          | Mag         | Giu         | Lug         | Ago         | Set         | Ott          | Nov          | Dic          | Inv      | Pri      | Est      | Aut      | Anno  |
| ------------------------------ | ------------ | ------------ | ------------ | ------------ | ----------- | ----------- | ----------- | ----------- | ----------- | ------------ | ------------ | ------------ | -------- | -------- | -------- | -------- | ----- |
| T. max. media (°C)             | 0,5          | 3,4          | 11,2         | 21,6         | 28,3        | 33,8        | 35,4        | 33,6        | 27,3        | 19,3         | 9,6          | 2,7          | 2,2      | 20,4     | 34,3     | 18,7     | 18,9  |
| T. media (°C)                  | −4,4         | −2,5         | 4,4          | 14,0         | 20,8        | 26,2        | 27,9        | 25,6        | 18,8        | 11,0         | 3,4          | −2,3         | −3,1     | 13,1     | 26,6     | 11,1     | 11,9  |
| T. min. media (°C)             | −8,3         | −7,1         | −1,3         | 7,2          | 13,5        | 18,4        | 20,4        | 18,2        | 3,8         | −1,6         | −6,4         | 0,0          | −5,1     | 6,5      | 19,0     | −1,4     | 4,7   |
| T. max. assoluta (°C)          | 17,0 (1950)  | 27,7 (2016)  | 31,8 (1944)  | 37,1 (1997)  | 41,1 (1974) | 43,3 (2015) | 45,1 (2019) | 46,0 (1999) | 41,0 (1998) | 33,8 (2018)  | 27,2 (2006)  | 20,0 (1983)  | 27,7     | 41,1     | 46,0     | 41,0     | 46,0  |
| T. min. assoluta (°C)          | −33,7 (1973) | −29,6 (1969) | −22,6 (1954) | −10,4 (2018) | −0,5 (1993) | 5,9 (1961)  | 8,4 (1947)  | 6,8 (1965)  | −3,6 (1973) | −13,2 (1987) | −25,5 (1950) | −29,7 (1976) | −33,7    | −22,6    | 5,9      | −25,5    | −33,7 |
| Giorni di pioggia              | 12           | 12           | 20           | 17           | 21          | 7           | 4           | 4           | 5           | 7            | 15           | 12           | 36       | 58       | 15       | 27       | 136   |
| Giorni con manto nevoso ≥ 1 cm | 23           | 22           | 20           | 0            | 0           | 0           | 0           | 0           | 0           | 0            | 15           | 31           | 76       | 20       | 0        | 15       | 111   |
| Umidità relativa media (%)     | 75           | 71           | 63           | 52           | 48          | 44          | 44          | 47          | 50          | 57           | 68           | 73           | 73       | 54,3     | 45       | 58,3     | 57,7  |

## Demografia
La popolazione stimata nel 1974 era di 21.000 abitanti, mentre nel 2005 era di 47.200 e nel 2018 era stimata a 51.900.
| Anno | Abitanti |
| ---- | -------- |
| 1959 | 16.000   |
| 1970 | 18.900   |
| 1974 | 21.000   |
| 1989 | 27.400   |
| 1990 | 35.000   |
| 1995 | 31.900   |
| 2000 | 33.100   |
| 2005 | 47.200   |
| 2012 | 40.866   |
| 2016 | 50.400   |
| 2018 | 51.900   |

## Economia
I principali impianti industriali consistono nella pulitura del cotone, la spremitura dell'olio e la produzione di laterizi, materiali da costruzione e asfalto-calcestruzzo.
Chimboy è collegata tramite una ferrovia alla capitale del Karakalpakstan Nukus, che si trova 56km a sud della città.